# 41e régiment de marche
Pour les articles homonymes, voir 41e régiment.
Le 41e régiment d'infanterie de marche (ou 41e régiment de marche) est un régiment d'infanterie français, qui a participé à la guerre franco-allemande de 1870 et à la campagne de 1871 à l'intérieur.

## Création et différentes dénominations
- 18 octobre 1870 : formation du 41e régiment d'infanterie de marche
- 6 septembre 1871 : fusion dans le 41e régiment d'infanterie de ligne

## Chef de corps
- 18 octobre 1870 : lieutenant-colonel Tartrat[1],[2]
- 2 janvier 1871 : lieutenant-colonel  Chevreuil[3]
- 16 janvier 1871 : lieutenant-colonel  Séveno[4]

## Historique
Le 41e régiment de marche est formé à Tours le 26 octobre 1870, à trois bataillons de six compagnies. Il amalgame la 1re compagnie de dépôt du 56e de ligne, les 2e compagnies de dépôt du 14e et 97e de ligne, la 3e compagnie de dépôt du 31e de ligne, les 2e et 3e compagnies de dépôt du 64e de ligne, les 2e, 3e et 4e compagnies de dépôt des 46e, 51e, 82e et 83e de ligne.
En novembre, il fait partie de la 1re brigade de la 1re division du 17e corps d'armée, (armée de la Loire).
Mi-mars 1871, le 39e de marche est à la division Barry de la nouvelle armée de Paris. Le 16 mars, il  passe à la 6e division de l'armée de Versailles qui vient d'être créée pour réprimer la commune de Paris. Les soldats et même officiers du régiment sont peu motivés à l'idée de tirer sur d'autres Français,. L'armée de Versailles est réorganisée le 6 avril et le régiment passe à la 3e division du 2e corps de la 2e armée de Versailles,.
En juin 1871, il est au 2e corps d'armée. Il fusionne le 6 septembre dans le 41e régiment d'infanterie de ligne.